# Quanshan
För andra betydelser, se Quanshan (olika betydelser).
Quanshan är ett stadsdistrikt i Xuzhou i Jiangsu-provinsen i östra Kina.